# Урмийская духовная миссия
Урми́йская духо́вная ми́ссия (Ру́сская духо́вная ми́ссия в У́рмии) — миссия Русской православной церкви для ассирийских христиан с центром в городе Урмия на северо-западе Ирана. Учреждена в 1898 году вслед за присоединением сирохалдейцев во главе с епископом Мар-Ионой к Русской православной церкви. Фактически прекратила существование в 1918 году. За время работы миссии в православие перешли около 30 000 человек.

## История
С конца 1850-х годов возможность сближения урмийских несториан с Православием неоднократно рассматривалась в Святейшем Синоде. К 1890-м годам у большинства лиц, изучавших этот вопрос (среди них были иерархи, возглавлявшие Грузинский Экзархат, богословы из СПбДА, чиновники Министерства иностранных дел), сложилось убеждение, что необходимо пойти навстречу желанию несторианской Урмийской епархии во главе с епископом и принять их в общение. Отдельной темой обсуждения стал вопрос о чиноприёме. Возобладало мнение, что, подобно римо-католикам и армянам, несториан следует принимать 3-м чином (через отречение и покаяние), духовенство должно приниматься в сущем сане. В 1897 году из России в Урмию были командированы 2 священника для выяснения, готовы ли несториане присоединиться к Православию. Для представления в Синод они составили огромные списки духовенства и мирян (ок. 9 тыс.), желающих воссоединения. К началу 1898 года основные вопросы были разрешены, и в феврале делегация урмийских несториан во главе с епископом Ионой прибыла в Санкт-Петербург.

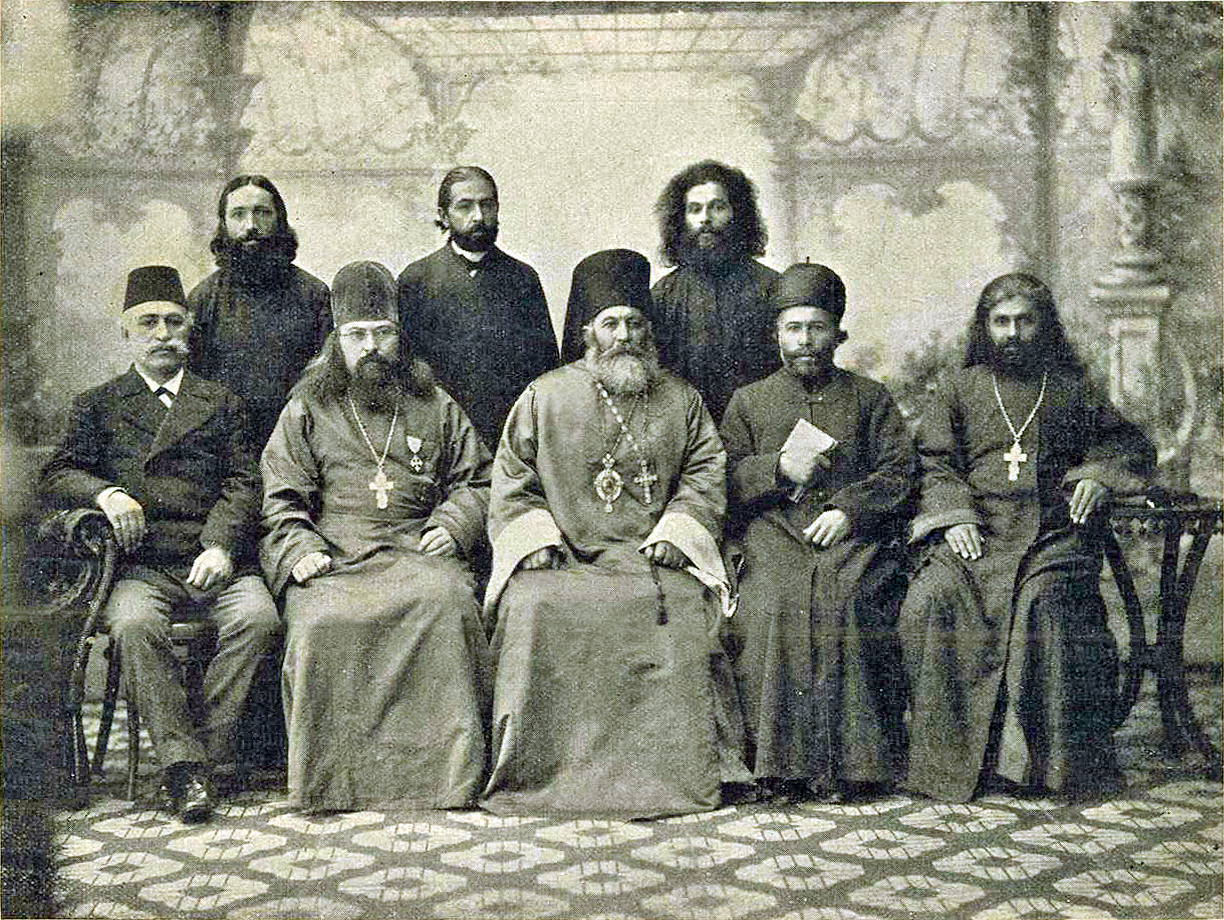
Присоединение сиро-халдейских несториан к православной церкви в 1898 году. Санкт-Петербург

25 марта 1898 года в Троицком соборе Александро-Невской лавры был совершён чин присоединения к Православию епископа Ионы и других членов делегации. Было произнесено отречение от ереси Нестория, подписан акт воссоединения (написан по-сирийски рукой В. В. Болотова) и совершена Божественная литургия, за которой епископ Иона сослужил членам Святейшего Синода. Урмийская и Супурганская епархия была объявлена православной, а епископ Иона вошёл в состав российского епископата с назначением жалования из казны. На следующий день постановлением Синода для утверждения в Православии новоприобретенной паствы была открыта Урмийская духовная миссия.
В 1904 году в Петербурге было основано Кирилло-Сергиевское братство, имевшее целью содействовать православной Урмийской миссии в Персии в обращении несториан и служить нуждам и пользам православной церкви в пределах Урмийской области. В том же году был рукоположен во епископа архимандрит Илия (Абрагамов).
С 1905 года миссией издавался журнал «Православная Урмия» на сирийском и русском языках.
На 1905 год имела двух епископов (этнических ассирийцев) и более 60 священников и диаконов, располагала около 40 храмами и 60 школами с 2000 учащихся (одна — при миссии, с пансионом на 50 человек).
С 1913 года начальник Урмийской миссии был возвышен до уровня епископа с титулом Салмасский.
В 1914 году из-за начавшейся I Мировой войны часть миссии была эвакуирована в пределы Российского Закавказья.
В сентябре 1917 года начальник Урмийской миссии епископ Пимен (Белоликов) покинул Урмию. Духовенство миссии составили иеромонах Виталий (Сергеев), священник Василий Мамонтов и диакон Феодор Пиденко. Под натиском турецких войск члены миссии вместе с ассирийским населением бежали в глубь страны. В Хамадане умер священник Василий Мамонтов; иеромонах Виталий и диакон Феодор переехали в Тегеран. В 1918 году христиане северной Персии вновь подверглись гонениям со стороны мусульман, и около ста тысяч христиан бежало на юг, в Ирак. Многие из них так и не сумели спастись от мусульман и были убиты.
26 февраля 1921 года был подписан советско-иранский договор, согласно которому земли, постройки, имущество Православной духовной миссии в Урмии и все церковное имущество были переданы Ирану. В собственность Советской России перешли все земельные участки Российской Императорской миссии со зданиями и с находящимся в них имуществом, в том числе все посольские и консульские православные храмы. Николаевский посольский храм в здании миссии пострадал больше всего, его церковное убранство, иконы и хоругви были выброшены за ворота посольства. Александро-Невский храм в Зергенде, отдаленный от центра города, пострадал меньше. Прихожане, чтобы не допустить осквернения храма, сами вынесли все, что было в церкви, включая иконостас храма.
Русская община в Персии в 1920-х годах значительно выросла за счет тех, кто эмигрировали из Советской Республики. В Урмии оставалась немногочисленная община правосл. ассирийцев, к-рые после ухода турок вернулись в свои разрушенные дома. Их до самой кончины в 1927 году окормлял православный епископ Мар Илия. После его смерти православная община в Урмии распалась, но находившихся в Тегеране православные ассирийцев окормлял архимандрит Виталий, который хорошо знал ассирийский язык.
Православные ассирийцы продолжают существовать и сегодня, имея также и православное ассирийские священство.

## Начальники миссии
- архимандрит Феофилакт (Клементьев) (1898—1902)
- архимандрит Кирилл (Смирнов) (1902—1904)
- епископ Сергий (Лавров) (1904—1916)
- епископ Пимен (Белоликов) (1916—1917)
- архимандрит Виталий (Сергиев) (1922—1946)